# یک، دو، یک
یک، دو، یک فیلمی در ژانر درام اجتماعی، به کارگردانی مانیا اکبری و نویسندگی مانیا اکبری و مجید اسلامی است که در سال ۱۳۸۹ ساخته شده‌است. در این فیلم بازیگرانی مانند ندا امیری، پیام دهکردی، حسن معجونی و بهاره رهنما ایفای نقش کرده‌اند.
این فیلم از زمان ساخت اجازهٔ اکران نیافت و کارگردان آن مانیا اکبری در اعتراض به همین مسئله نامه‌هایی را به علیرضا سجادپور، مدیر اداره کل نظارت و ارزشیابی وزارت ارشاد نوشت و در این نامه‌ها از «عدم کسب پروانه نمایش با وجود مواردی مانند ایجاد تغییرات خواسته شده در فیلم‌نامه، تجاری نبودن فیلم و مخاطبان اندک آن» انتقاد کرد.

## موضوع داستان
روابط اجتماعی آدم‌ها، روابط پیچیده‌ای است که قابل الگوبرداری نیست، اما همیشه و در هر حالتی شانس انتخاب دیگر داشتن، برای زن یا مرد گاه باعث ایجاد مثلث‌های مختلفی حول محور یک رابطه می‌شود. این فیلم به سراغ تصویر کردن یک وضعیت انسانی در مناسبات عاشقانه رفته و قصهٔ زنی زخم‌خورده را می‌گوید که در مسیر انتخاب دیگری قرار گرفته‌است.